# Papir 9
El Papir 9 (en la numeració Gregory-Aland), signat per {\displaystyle {\mathfrak {P}}} ⁹, és un dels papirs d'Oixirrinc, en concret el 402, i es tracta d'una còpia primerenca del Nou Testament en grec. Es tracta d'un manuscrit en papir de la Primera carta de Joan, que data paleogràficament de principis del segle iii.

## Descripció
El papir {\displaystyle {\mathfrak {P}}} 9 va ser descobert per Bernard Pyne Grenfell i Arthur Surridge Hunt a Oxirrinc, Egipte. El papir {\displaystyle {\mathfrak {P}}} ⁹ es troba actualment a la Biblioteca Houghton, Universitat Harvard, Museu Semitic Inv. 3736, Cambridge (Massachusetts).
El text que es conserva és un fragment d'una pàgina que conté els versos 4:11-12,14-17, escrits en una columna per pàgina. El còdex original tenia 16 línies per pàgina. El text del manuscrit va ser escrit molt descuidadament, tal com s'evidencia per la lletra crua i irregular, i el manuscrit conté algunes grafies inintel·ligibles.

## Text
El text grec d'aquest còdex és representatiu del tipus de text alexandrií. Aland el va situar a la categoria I. El manuscrit és massa breu per transcriure'l i analitzar-lo.